# Labroye
Labroye är en kommun i departementet Pas-de-Calais i regionen Hauts-de-France i norra Frankrike. Kommunen ligger i kantonen Hesdin som tillhör arrondissementet Montreuil. År 2022 hade Labroye 143 invånare.

## Befolkningsutveckling
Antalet invånare i kommunen Labroye
| Referens: INSEE |